# 代尔费尔德
代尔费尔德是德国莱茵兰-普法尔茨州的一个市镇。总面积7.24平方公里，总人口1394人，其中男性709人，女性685人（2011年12月31日），人口密度193人/平方公里。